# The cause of Shipwreck
The Cause of Shipwreck is het eerste volledige album van de Nederlandse gothic metalband Blackbriar, uitgebracht in 2021. Omdat de band geen platenlabel had in 2021, is het album in eigen beheer en via crowdfunding tot stand gekomen. Het benodigde bedrag van € 70.000 was binnen 24 uur binnen.

## Ontvangst
Het album kreeg in het algemeen positieve recensies binnen de metalscene. Metal Hammer (Duitsland) vergeleek de stijl van zangeres Zora Cock met Kate Bush in Wuthering Heights en Amy Lee in My Immortal. Het Finse Tounela Magazine schreef dat de band zich onderscheidde door "een gezonde dosis gothic-beelden te mengen met hun symfonische metal" en noemde The Cause of Shipwreck "een album dat niet alleen hun geluid aanzienlijk uitbreidt, maar ook verstevigt". Op de Nederlandse website Zware Metalen scoorde het album 86/100, met als conclusie: "Dit is wat je hoopt aan te treffen als je gothic metal wil horen. Professionele productie, een mathematische instrumentensectie en extraverte eigenzinnige zang maken Blackbriar tot een kracht om rekening mee te houden. Het enige minpunt is dat sommige tracks wel wat veel op elkaar lijken, en het spelen met contrasten wel vaak het uitgangspunt is, wanneer de riffs/melodieën wat minder sterk zijn."

## Track list
1. "Confess" (3:48)
2. "Weakness and Lust" (4:54)
3. "Through the Crevice" (3:28)
4. "The Séance" (3:42)
5. "You're Haunting Me" (3:25)
6. "Walking Over My Grave" (4:29)
7. "My Down-To-Earth Lover" (5:00)
8. "Selkie" (4:24)
9. "Deadly Diminuendo" (5:01)
10. "Lilith Be Gone" (5:36)